# IRA Autèntic
L'Exèrcit Republicà Irlandès Autèntic (anglès: Real Irish Republican Army, RIRA, True IRA, New Irish Republican Army, NIRA, irlandès ''Real Óglaigh na hÉireann, Óglaigh na hÉireann) és una organització organització paramilitar republicana irlandesa, l'objectiu de la qual és acabar amb l'statu quo d'Irlanda del Nord al si del Regne Unit i crear una Irlanda unida. L'IRA Autèntic es va formar en 1997 a partir d'una escissió de l'IRA Provisional.
L'organització es troba a les llistes d'organitzacions terroristes de la Unió Europea (per bé que el 2010 ja no hi figura), els Estats Units i el Canadà

## Antecedents
El maig del 1997, el Partit Laborista guanya les eleccions i Tony Blair esdevé Primer Ministre del Regne Unit. Declara la seva voluntat de mantenir negociacions amb els republicans si l'IRA Provisional acorda un nou alto el foc.
| « | Volem una pau permanent i per tant, estem preparats per millorar la recerca d'acords de pau democràtica a través de negociacions reals i inclusives. | » |

 El 18 de juliol de 1997 el president del Sinn Féin, Gerry Adams va revelar que ell i Martin McGuinness havien instat la direcció de l'IRA a restablir el cessament de les operacions militars anunciat per primera vegada l'agost de 1994, i el 19 de juliol de 1997 l'organitzacio va confirmar el restabliment de l'alto el foc d'agost de 1994 l'endemà.
El 10 d'octubre de 1997 es va celebrar una Convenció General de l'Exèrcit de l'IRA Provisional a Falcarragh, Comtat de Donegal. A la convenció, el general d'intendència Michael McKevitt, un dels 12 membres del comitè executiu, va denunciar el lideratge i va demanar la fi de l'alto el foc i la participació en el procés de pau. McKevitt va comptar amb el suport de la seva parella i també membre de l'executiu Bernadette Sands McKevitt, però la seva posició van ser superada per la resta del lideratge i van quedar aïllats. La convenció va recolzar la línia favorable a l'alto el foc, i el 26 d'octubre McKevitt i Sands McKevitt van renunciar a l'Executiu juntament amb altres membres.

## L'IRA Autèntic
El novembre de 1997, Michael McKevitt i altres dissidents van celebrar una reunió en una masia a Oldcastle, al comtat de Meath, i es va formar una nova organització, anomenada Óglaigh na hÉireann (Forces de Defensa d'Irlanda), coneguda com Les Forces de Defensa d'Irlanda.
El grup es troba al darrere de l'Atemptat d'Omagh del dissabte 15 d'agost de 1998, un atac amb cotxe bomba que va causar vint-i-nou morts. Després d'aquell atac va declarar l'alto el foc, però va reprendre les seves operacions l'any 2000.
L'IRA Autèntic va reivindicar l'asasinat de Denis Martin Donaldson del 4 d'abril de 2006, un dels membres de la Brigada de Belfast participants en la batalla de Saint-Matthew de 1970 que s'havia convertit en confident de l'MI5, i el tiroteig de Massereene del diumenge 8 de març del 2009, que va causar la mort de dos soldats britànics i ferides a altres quatre persones, dues de les quals civils, davant del quarter general de l'estat major a Massereene, Comtat d'Antrim, 25 km al nord-oest de Belfast. El comando hauria disparat entre 30 i 40 trets, mentre el personal de la base estava rebent un lliurament de pizzes.
El republicà Gerry Kelly, membre del partit nacionalista nord-irlandès Sinn Féin, va acusar l'IRA Autèntic d'estar al darrere dels aldarulls al nord de Belfast, quan es van produir les marxes orangistes del mes de juliol del 2009.
Un cotxe bomba va esclatar a primera hora del dilluns 12 abril de 2010, prop d'un edifici dels serveis secrets interiors britànics (l'MI5, encarregats del contra-espionatge i de la lluita antiterrorista), als afores de Belfast. Un atemptat perpetrat el dia en què Irlanda del Nord agafava les regnes de la seva policia i la seva justícia, última etapa del procés de pau entre catòlics i protestants, contestat pels dissidents republicans.